# Ozimek
Ozimek (udtale: [ɔˈʑimɛk], tysk: Malapane, schlesisk: Uoźimek)  er en by  i den østlige centrale del af voivodskabet Opole i det sydlige Polen.  Byen  har 8.211(2021) indbyggere og et areal på	3,25  km².  Den  er administrationsby i powiatet (amt) 	Opole.

## Historie
Ozimek går tilbage til en tidlig moderne bosættelse. Den blev navngivet både Ozimek og Małapanew, med begge navne af polsk oprindelse. Det tidligere navn stammer enten fra en lokal mølleejer ved navn Ozimek eller fra vintersæd (rośliny ozime på polsk), mens sidstnævnte kommer fra floden Mała Panew. Den polske barokdigter Walenty Roździeński (en) nævnte den under sidstnævnte navn i sit digt fra 1612 Officina ferraria, abo huta y warstat z kuźniami szlachetnego dzieła żelaznego.
I 1742 blev det annekteret af Preussen, og på tysk fik den navnet Malapane. I 1753 blev det første stålværk i Schlesien åbnet dér. I midten af det 19. århundrede lå Ozimek på den store jernbanelinje Lubliniec–Opole, og byen udviklede sig hurtigt. Fra 1871 til 1945 var den en del af Tyskland, selvom den i det 19. århundrede overvejende var beboet af polakker og tjekker, hovedsageligt  katolikker. Under Anden Verdenskrig etablerede tyskerne to tvangsarbejdslejre  og tre arbejdsenheder for  krigsfanger  i landsbyen. Efter Nazitysklands nederlag i krigen blev Ozimek en del af Polen, og den  tyske del af  befolkningen blev udvist.